# Vitbröstad tangara
Vitbröstad tangara (Lanio leucothorax) är en fågel i familjen tangaror inom ordningen tättingar.

## Utbredning och systematik
Vitstrupig tangara förekommer i Centralamerika och delas in i fyra underarter med följande utbredning:
- leucothorax – ostligaste Honduras till östra Nicaragua och östra Costa Rica
- reversus – nordvästra Costa Rica, på Nicoyahalvön, i Puntarenas och Las Agujas
- melanopygius – sydvästra Costa Rica och på Stillahavssluttningen i västra Panama
- ictus – Almirante Bay i nordvästligaste Panama

## Status
IUCN kategoriserar arten som nära hotad.

## Bildgalleri

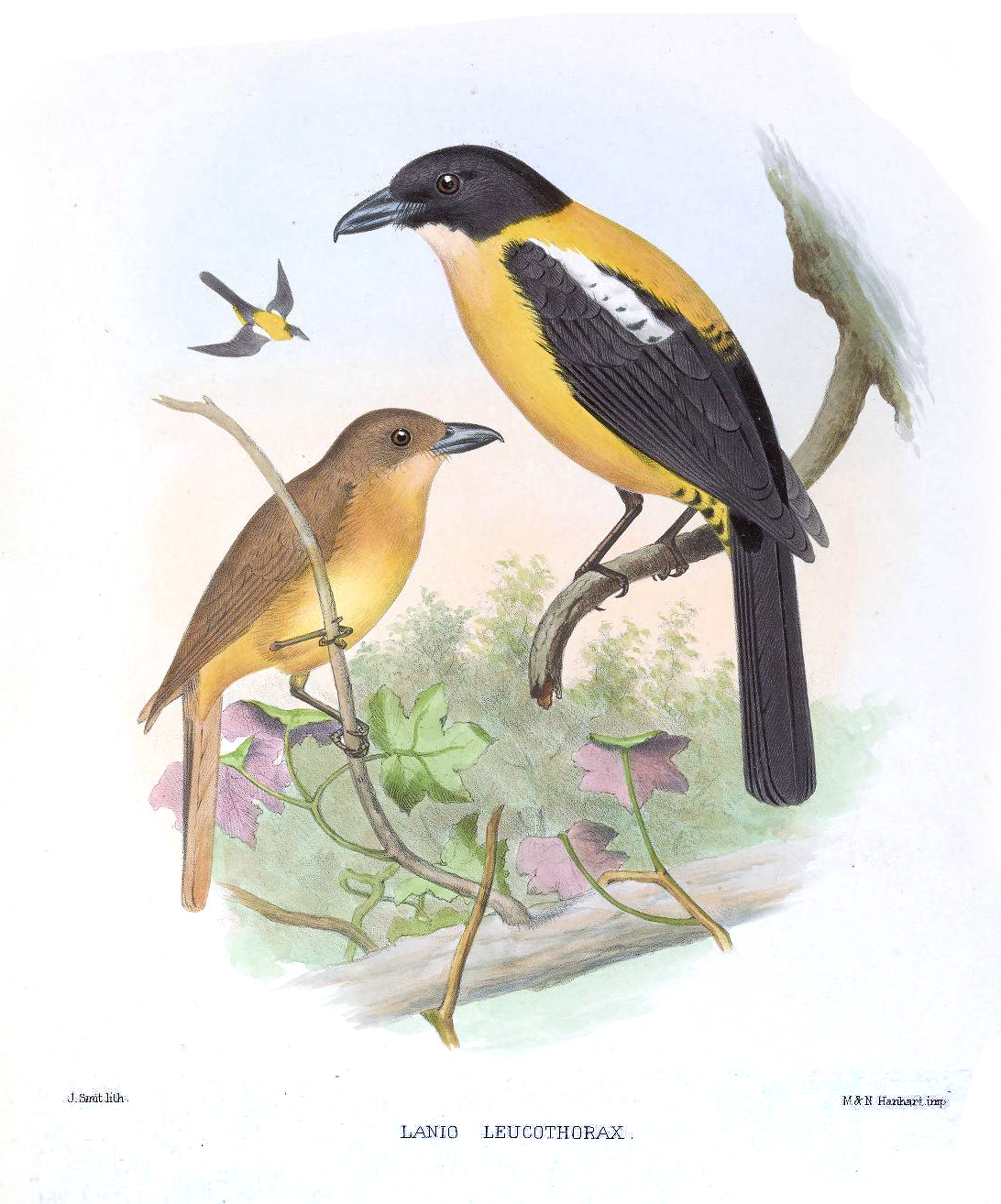